# 站滩乡
站滩乡，是中华人民共和国甘肃省定西市临洮县下辖的一个乡镇级行政单位。

## 行政区划
站滩乡下辖以下地区：
庙背村、站滩村、官庄村、马莲滩村、古桐村、井儿沟村、云谷村、庙滩村、新寨村、红泉村和五脏沟村。